# Лазаридис, Майк
Михалис (Майк) Лазаридис (англ. Mihalis «Mike» Lazaridis, род. 14 марта 1961, Стамбул, Турция) — основатель компании Research In Motion (RIM), которая создала и производит устройство беспроводной связи BlackBerry. Он также бывший ректор (chancellor) Университета Ватерлоо и офицер Ордена Канады.

## Биография
Родился в Стамбуле, Турция, в семье этнических греков-понтийцев. Когда ему было 5 лет, вся семья переехала в Уинсор (Онтарио, Канада). Когда ему было 12 лет, он получил приз Виндзорской общественной библиотеки за то, что прочёл все научные книги, имевшиеся в библиотеке.
В 1979 году Лазаридис поступил в Университет Ватерлоо на отделение электротехники и информатики. В 1984 году он выполнил заявку на проект от компании «General Motors». Компания заплатила ему $500 000 за выполненную работу. Тогда он бросил учёбу в университете (всего за два месяца до выпуска). Контракт с GM, небольшой правительственный грант и $15 000, полученные от родителей, позволили Лазаридису, а также Майку Барнстайну и Дугласу Фреджину основать компанию Research In Motion.
Исследования в области беспроводной передачи данных, в которые вкладывалась RIM, позволили создать смартфон BlackBerry в 1999 и его более известную версию в 2002 году.
В 1999 году основал Институт теоретической физики по периметру Ватерлоо; пожертвовал 150 млн долларов Научно-исследовательскому институту квантовой физики. 
Лазаридис занимал различные должности, в том числе сопредседателем и со-генеральным директором BlackBerry с 1984 по 2012 год, а также заместителем председателя правления и председателем комитета по инновациям с 2012 по 2013 год.
Имея оценочный собственный капитал в 800 млн долларов США (по состоянию на июнь 2011 года), Лазаридис был оценен Forbes как 17-й самый богатый канадец и 651-й в мире.
В 2012 году Майк покинул должность главного исполнительного директора компании RIM и занял пост вице–председателя совета директоров.
28 ноября 2012 Лазаридис заявил, что с первого мая полностью покидает компанию.

## Награды
21 октября 2000 года Лазаридис стал почетным доктором инженерии в Университете Ватерлоо, а в июне 2003 года — его восьмым ректором. Он был назван Строителем Канадской нации за 2002 год по версии читателей газеты The Globe and Mail. В 2006 году Лазаридис стал офицером Ордена Канады и членом Ордена Онтарио.

## Филантропия
В 2000 году Лазаридис основал и пожертвовал более 170 миллионов долларов Институту теоретической физики «Периметр». 
В 2015 году Лазаридис пожертвовал 20 млн долларов Университету Уилфрида Лорье на разработку нового института. 

## В культуре
Лазаридис стал одним из центральных персонажей в художественном фильме «Кто убил BlackBerry» (2023).